# Prolog o svaté Ludmile

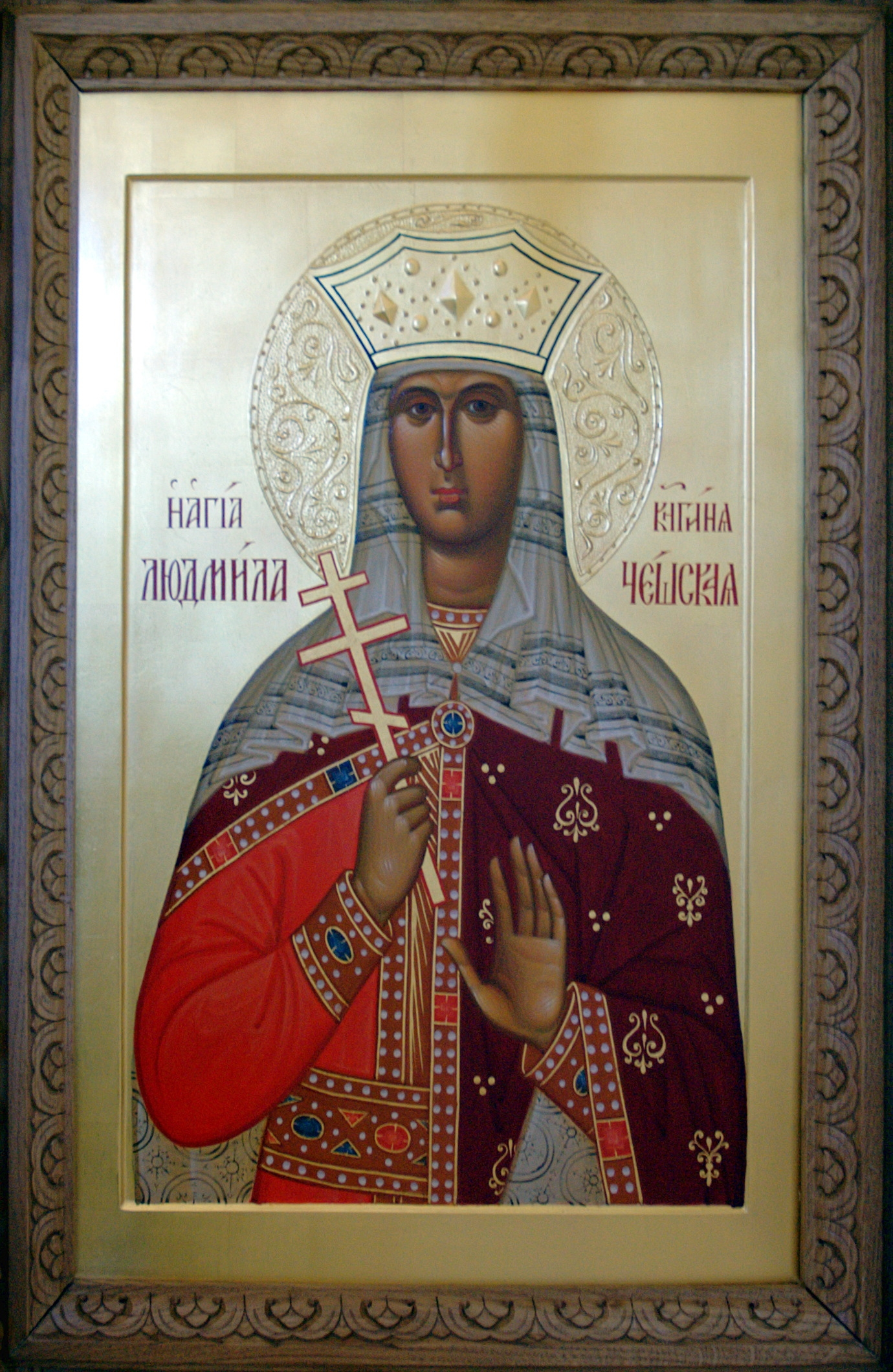
Vyobrazení svaté Ludmily v ruském klášteře

Prolog o svaté Ludmile je staroslověnsky psaná legenda o svaté Ludmile zachovaná na Rusi. Prolog je téměř identický s latinsky psanou legendou Fuit in provincia Boemorum.
Podle historika Dušana Třeštíka vznikla předloha legendy v Čechách, konkrétně v Sázavském klášteře, před rokem 1096, než byli vyhnáni z kláštera slovanští mniši. Josef Pekař se domníval, že je prolog akorát výtahem z obsáhlejšího vyprávění o svaté Ludmile, z něhož později čerpal i Kristián. Dušan Třeštík však podotkl, že je prolog zkráceným textem staroslověnské legendy a byl z ní pořízen výtah až na Rusi. Jiný postoj k původu legendy zastával Oldřich Králík, jenž si myslel, že prolog je zpracováním částí Kristiánovy legendy a vznikl v 60. letech 11. století na Sázavě.
Prolog o svaté Ludmile například uvádí, že Ludmila byla dcerou srbského knížete a dožila se 61 let, nebo že kníže Vratislav I. 33 let vládl, nikoliv žil. K poslednímu údaji byly ovšem vysloveny pochybnosti.